# Fabio Daprelà
Fabio Daprelà (Zúrich, 19 de enero de 1991) es un futbolista suizo. Juega de defensa y se encuentra sin equipo tras abandoanr el F. C. Zürich.

## Selección
Ha jugado con las categorías inferiores de la selección de Suiza, participando en los Juegos Olímpicos de Londres 2012. Ha disputado un total de 14 partidos sin anotar goles, entre la sub-20 y sub-21.

## Clubes
| Club                       | País       | Año       |
| -------------------------- | ---------- | --------- |
| Grasshoppers               | Suiza      | 2007-2009 |
| West Ham United F. C.      | Inglaterra | 2009-2010 |
| Brescia Calcio             | Italia     | 2010-2013 |
| U. S. Palermo              | Italia     | 2013-2015 |
| Carpi F. C. 1909           | Italia     | 2015-2016 |
| A. C. ChievoVerona         | Italia     | 2016-2017 |
| F. C. Bari 1908 (préstamo) | Italia     | 2016-2017 |
| F. C. Lugano               | Suiza      | 2017-2023 |
| F. C. Zürich               | Suiza      | 2023-2024 |

## Palmarés

### Títulos nacionales
| Título        | Club         | País  | Año  |
| ------------- | ------------ | ----- | ---- |
| Copa de Suiza | F. C. Lugano | Suiza | 2022 |